# Paul Sommer (Politiker)
Paul Edmund Gustav Sommer (* 3. März 1864 in Posen; † 16. April 1945 in Burg (bei Magdeburg)) war ein deutscher Pädagoge und Mitglied des Deutschen Reichstags.

## Leben
Sommer besuchte das Königliche Friedrich Wilhelms-Gymnasium, die städtische Mittelschule zu Posen und das Schullehrerseminar in Rawitsch. 1884 wurde er Lehrer in Obudno, Kreis Schubin, bis 1893 war er Lehrer in Posen, bis 1895 Rektor in Laucha und seit 1895 Rektor in Burg. 1886 diente er im Grenadier-Regiment Nr. 6. Weiter war er Vorsitzender des Lehrergauverbandes Magdeburg, Mitarbeiter der Allgemeinen deutschen Lehrerzeitung, des Schulblatts der Provinz Sachsen, der Pädagogischen Zeitung und von Die deutsche Schule.
Von 1907 bis 1912 war er Mitglied des Deutschen Reichstags für den Wahlkreis Regierungsbezirk Merseburg 8 Naumburg, Weißenfels, Zeitz und die Freisinnige Volkspartei.
Nach dem Ersten Weltkrieg trat Sommer in die Deutsche Demokratische Partei ein, für die er von 1919 bis 1921 der Verfassunggebenden Preußischen Landesversammlung angehörte. Im Oktober 1924 gelangte er kurz vor Ablauf der Legislaturperiode noch einmal als Nachrücker in den Preußischen Landtag.
Paul Sommer veröffentlichte ab 1920 unter den Titeln Erläuterungen zu … etwa 60 Hefte aus der Reihe Dr. Wilhelm Königs Erläuterungen zu den Klassikern.